# Matty Rea

a Compétitions nationales et continentales officielles uniquement.

Dernière mise à jour le 27 décembre 2024.
Matty Rea, né le 21 septembre 1993 à Ballymena (Irlande du Nord), est un joueur nord-irlandais de rugby à XV jouant au poste de troisième ligne aile à l'Ulster.
Son frère cadet, Marcus Rea (en), est lui aussi un joueur de l'Ulster et troisième ligne.

## Biographie
Matty Rea naît le 21 septembre 1993 à Ballymena en Irlande du Nord. Il a un frère cadet, Marcus (en).
Il joue pour les moins de 19 ans de l'Ulster mais ne se voit pas offrir une place dans leur centre de formation,. Finalement ses bonnes performances avec le Ballymena RFC en All-Ireland League font revenir l'Ulster sur cette décision et lui offrent un contrat lors de la saison 2016-2017.
Il fait ses débuts professionnels avec l'Ulster en septembre 2017 contre les Cheetahs.
Il fait sa centième apparition avec l'Ulster pendant la saison 2023-2024.